# Franz Prisching
Franz Prisching (30. září 1866 Straden – 5. června 1935 Krieglach) byl rakouský římskokatolický kněz a křesťansko sociální politik, na počátku 20. století poslanec Říšské rady, v poválečném období poslanec rakouské Národní rady a zemský hejtman Štýrska.

## Biografie
Vychodil národní školu a gymnázium. Vystudoval pak kněžský seminář a teologii na Univerzitě Štýrský Hradec. Roku 1890 byl vysvěcen na kněze. Od roku 1906 až do smrti působil jako farář v Krieglachu. Angažoval se v Křesťansko sociální straně Rakouska. Od roku 1909 byl poslancem Štýrského zemského sněmu.
Na počátku 20. století se zapojil i do celostátní politiky. Ve volbách do Říšské rady roku 1907, konaných poprvé podle všeobecného a rovného volebního práva, získal mandát v Říšské radě (celostátní zákonodárný sbor) za obvod Štýrsko 13. Usedl do poslanecké frakce Křesťansko-sociální sjednocení. Mandát obhájil za týž obvod i ve volbách do Říšské rady roku 1911 a byl členem klubu Křesťansko-sociální klub německých poslanců. Ve vídeňském parlamentu setrval až do zániku monarchie. Profesně byl k roku 1911 uváděn jako děkan.
Po válce zasedal v letech 1918–1919 jako poslanec Provizorního národního shromáždění Německého Rakouska (Provisorische Nationalversammlung). Následně se věnoval výlučně zemské politice. V roce 1919 byl pověřen vedením rezortu financí v zemské vládě Štýrska, roku 1924 se stal náměstkem zemského hejtmana a od roku 1926 působil jako zemský hejtman Štýrska. Již po několika měsících ale požádal o zproštění funkce a uchýlil se do domovského Krieglachu. Čelil kritice kvůli finančním transakcím. Roku 1930 se stal čestným občanem Krieglachu.